# Édith Pinet
Pour les articles homonymes, voir Pinet (homonymie).
Édith Branch Pinet [edit bɹæntʃ pinɛt], dite Garde Pinet, dite Mémère Pinet à la fin de sa vie, C.M., (née en 1904 à Burnsville, au Nouveau-Brunswick - morte en 1999 à Paquetville, au Nouveau-Brunswick) est une fermière, une marchande et une infirmière canadienne, surtout connue pour sa pratique de sage-femme.

## Biographie

### Origines
|  |  | Richard Branch | Richard Branch | Richard Branch | Richard Branch | Richard Branch | Richard Branch |              |              | Isabelle Black | Isabelle Black | Isabelle Black | Isabelle Black | Isabelle Black | Isabelle Black |                    |  |  |  | Augustin Cormier | Augustin Cormier | Augustin Cormier | Augustin Cormier | Augustin Cormier | Augustin Cormier |                  |                  | Christine Léger  | Christine Léger  | Christine Léger | Christine Léger | Christine Léger | Christine Léger |  |  |  |  |  |  |  |  |  |  |  |  |  |  |  |  |  |  |  |  |  |  |  |  |
|  |  | Richard Branch | Richard Branch | Richard Branch | Richard Branch | Richard Branch | Richard Branch |              |              | Isabelle Black | Isabelle Black | Isabelle Black | Isabelle Black | Isabelle Black | Isabelle Black |                    |  |  |  | Augustin Cormier | Augustin Cormier | Augustin Cormier | Augustin Cormier | Augustin Cormier | Augustin Cormier |                  |                  | Christine Léger  | Christine Léger  | Christine Léger | Christine Léger | Christine Léger | Christine Léger |  |  |  |  |  |  |  |  |  |  |  |  |  |  |  |  |  |  |  |  |  |  |  |  |
|  |  |                |                |                |                |                |                |              |              |                |                |                |                |                |                |                    |  |  |  |                  |                  |                  |                  |                  |                  |                  |                  |                  |                  |                 |                 |                 |                 |  |  |  |  |  |  |  |  |  |  |  |  |  |  |  |  |  |  |  |  |  |  |  |  |
|  |  |                |                |                |                | Angus Branch   | Angus Branch   | Angus Branch | Angus Branch | Angus Branch   | Angus Branch   |                |                |                |                |                    |  |  |  |                  |                  |                  |                  | Victoire Cormier | Victoire Cormier | Victoire Cormier | Victoire Cormier | Victoire Cormier | Victoire Cormier |                 |                 |                 |                 |  |  |  |  |  |  |  |  |  |  |  |  |  |  |  |  |  |  |  |  |  |  |  |  |
|  |  |                |                |                |                | Angus Branch   | Angus Branch   | Angus Branch | Angus Branch | Angus Branch   | Angus Branch   |                |                |                |                |                    |  |  |  |                  |                  |                  |                  | Victoire Cormier | Victoire Cormier | Victoire Cormier | Victoire Cormier | Victoire Cormier | Victoire Cormier |                 |                 |                 |                 |  |  |  |  |  |  |  |  |  |  |  |  |  |  |  |  |  |  |  |  |  |  |  |  |
|  |  |                |                |                |                |                |                |              |              |                |                |                |                |                |                |                    |  |  |  |                  |                  |                  |                  |                  |                  |                  |                  |                  |                  |                 |                 |                 |                 |  |  |  |  |  |  |  |  |  |  |  |  |  |  |  |  |  |  |  |  |  |  |  |  |
|  |  |                |                |                |                |                |                |              |              |                |                |                |                |                |                | Édith Branch Pinet |  |  |  |                  |                  |                  |                  |                  |                  |                  |                  |                  |                  |                 |                 |                 |                 |  |  |  |  |  |  |  |  |  |  |  |  |  |  |  |  |  |  |  |  |  |  |  |  |

Édith Branch Pinet naît Marie Edith Branch le 20 juin 1904 à Burnsville, dans la paroisse de Paquetville, au Nouveau-Brunswick. Ses parents sont Angus Branch et Victoire Cormier, mariés le 16 juillet 1895 à Caraquet. Elle est baptisée à l'église Saint-Augustin de Paquetville. La famille adopte la langue du père, l'anglais, mais ce dernier se convertit au catholicisme de la mère.
Son père, le garde forestier Angus Branch, naît à Big River,. Ses parents sont Richard Branch et Isabelle Black.
Sa mère, l'institutrice (Marie) Victoire Cormier, naît à Caraquet le 23 août 1874. Ses parents sont Augustin Cormier (1er mai 1828 - 22 février 1907) et Christine Léger (1836 - 11 avril 1910).
Édith a trois frères, dont James (1907-1980) et Joseph, ainsi que sept sœurs, dont Kathleen, Emo Jene et Winnifred (1913-1982). Deux de ses frères deviennent contacteurs et James devient prêtre et auteur alors que de ses sœurs, trois deviennent religieuses, trois institutrices et une infirmière.

### Premiers emplois et études

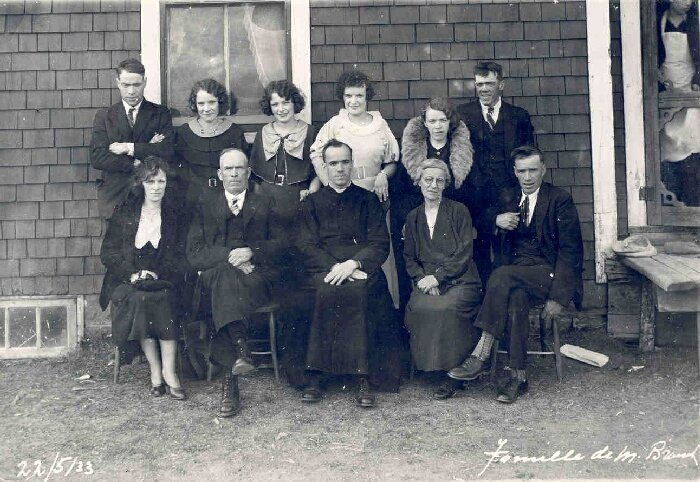
La famille Branch, en 1933.

Édith étudie à l'école élémentaire du village jusqu'en quatrième année. Elle travaille pour sa famille dès son enfance et devient ensuite servante chez le marchand Nicolas Thériault. De douze à quinze ans, elle travaille comme cuisinière au camp de bûcheron de son frère Richard; sa mère lui envoie des devoirs. Elle envoie des demandes d'inscription au couvent des Religieuses Hospitalières de l'hôpital de Campbellton, où a étudié sa sœur Kathleen, ainsi qu'à l'hôpital Notre-Dame de Montréal mais est refusée, n'ayant pas l'instruction nécessaire. En 1924, elle s'inscrit à la nouvelle école d'infirmières Saint-Jean-d'Iberville, désormais un quartier de Saint-Jean-sur-Richelieu, au Québec. Les épidémies de diphtérie et de typhoïde ne l'épargnent pas et elle est hospitalisée durant 45 jours. Elle perd tous ses cheveux et doit porter une perruque, qu'elle appelle sa « transplantation », durant deux ans. Elle n'obtient son brevet d'infirmière qu'en 1928. Ses notes sont toutefois très bonnes et elle se fait reconnaître pour son franc-parler.

### Garde Pinet

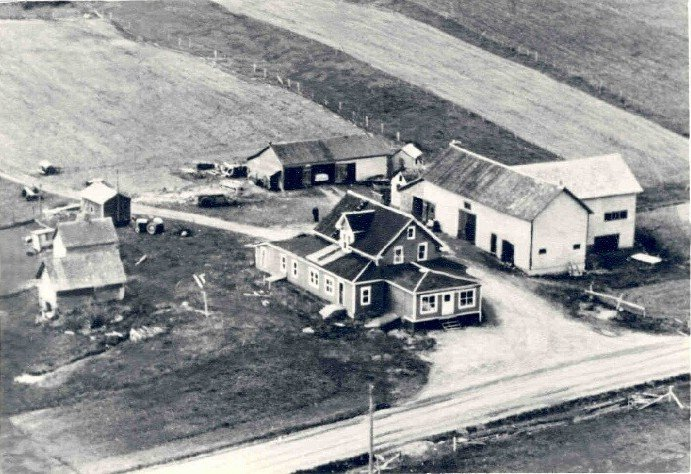
Vue aérienne du domaine Pinet à Trudel en 1930.

Après ses études, elle rejoint sa sœur Kathleen à New York mais son séjour est de courte durée puisqu'elle revient pour épouser Guillaume « William » Pinet, un bûcheron aisé, veuf et plus âgé qu'elle. Durant trente ans, Édith et son mari gèrent un moulin à bois, un magasin général et une grande ferme.
Lorsque Édith Pinet s'installe à Trudel, la région ne compte alors pas de médecin mais c'est habituellement une femme âgée qui fait le travail de sage-femme. Toutefois, Garde Pinet est appelée pour la première fois lors d'une urgence en 1929; cette première « délivrée » est Thérèse Lacacé. Garde Pinet donne naissance à 3 000 enfants durant sa carrière; elle note en effet toutes ses naissances dans un carnet; elle donne notamment naissance à la chanteuse Édith Butler. Elle ne facture pas ses services à l'origine mais finit par demander 5 $ par accouchement, uniquement si la famille en a les moyens.
Son mari Guillaume Pinet meurt en 1958. N'ayant plus de conducteur, Édith passe son permis de conduire et s'achète une automobile.
Édith Pinet opère de plus une sorte de clinique externe chez elle, où elle soigne blessures mineures et maladies bénignes, fabriquant même certains remèdes,. « Le devoir l'appelant », elle doit même prodiguer des soins lors des funérailles de son mari et du mariage d'un de ses fils. Elle travaille avec des instruments rudimentaires mais ne perd pourtant jamais un nouveau-né. En entrevue à L'Évangéline, elle s'oppose à ceux affirmant que l'hôpital est le seul endroit sûr pour accoucher et affirme ne pas avoir peur de discuter avec un médecin. Elle soutient aussi être capable de reconnaître les complications et d'emmener la mère à l'hôpital si tel est le cas.
Elle cesse son métier de sage-femme en 1970 à cause d'un cancer et d'autres problèmes de santé; son dernier « délivré » est Jerry Murty. Toutefois, elle continue de soigner des gens dans sa maison ou de prodiguer des conseils au téléphone,. Elle décide de finir ses jours au foyer de soins de Paquetville portant son nom, où elle meurt le 1er janvier 1999.

### Famille

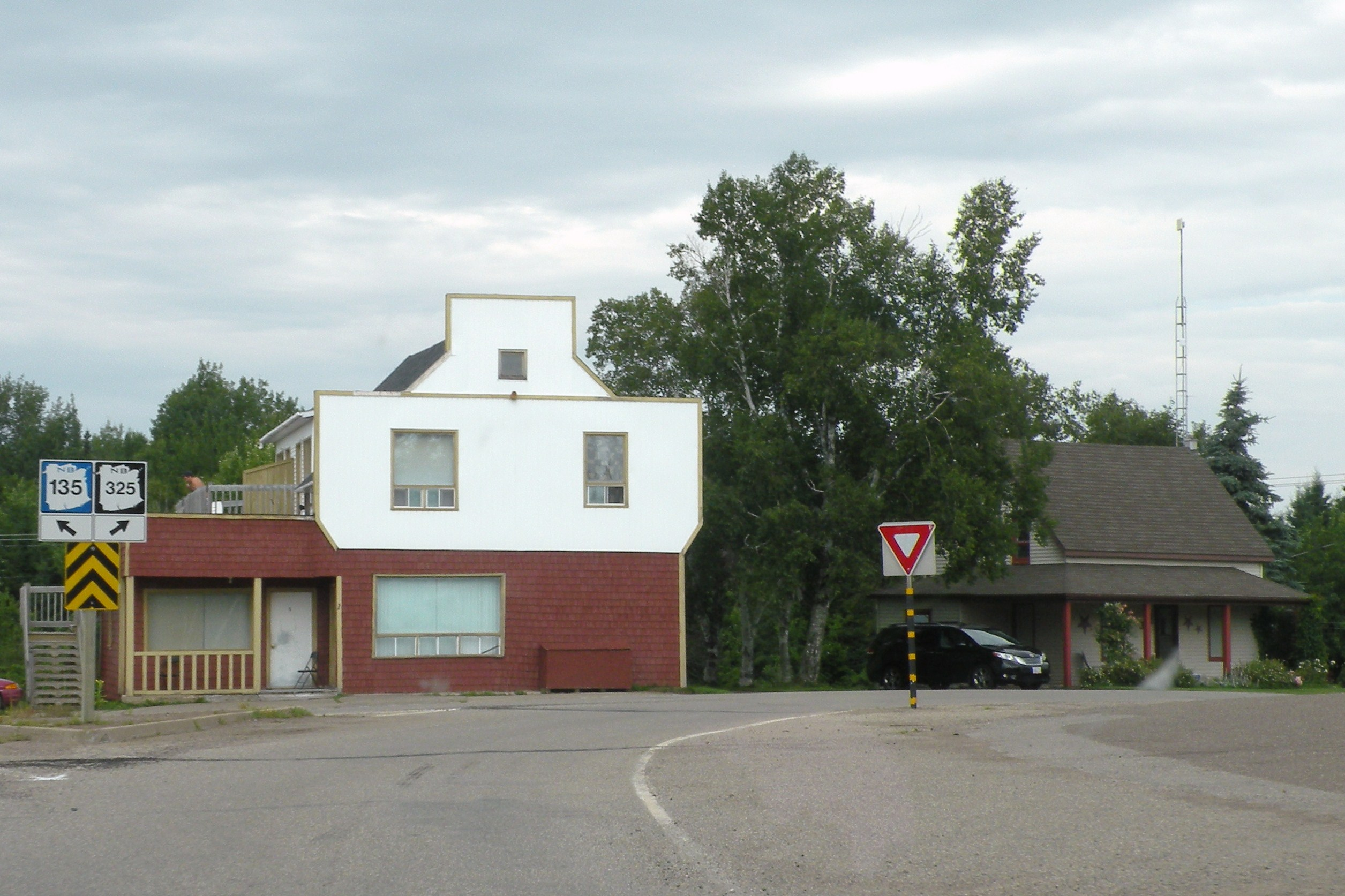
L'ancien magasin d'Édith Pinet, en 2011.

Elle rencontre son futur époux, Guillaume Pinet, en 1928 à la gare de Burnsville. Guillaume naît le 28 avril 1872 et ses parents sont Anthyme Pinet (1839-1915) et Mathilde Thériault (?-1873). De son premier mariage, célébré le 22 avril 1895 à Berlin, au New Hampshire, avec Joséphine Joncas (1866-1928), il a six enfants: Arthur, Maria (1896-1963), Joseph Ernest (1898-1918), Lauza (1902-1985), Joseph Raoul (1904-1909) et Marie Jeanne. Édith et Guillaume se marient en 1928 à Paquetville et le couple a treize enfants, dont deux morts en bas âge: Édith, Éthel, Winnie, Betty, William, Denis, Kathleen, Jean et Patsy. Ils adoptent aussi trois ou quatre enfants selon les sources, dont Clifford Godin, Lucille Gozzo et Gérald Lizotte,. Quatre de leurs filles deviennent infirmières.

### Distinctions et hommages

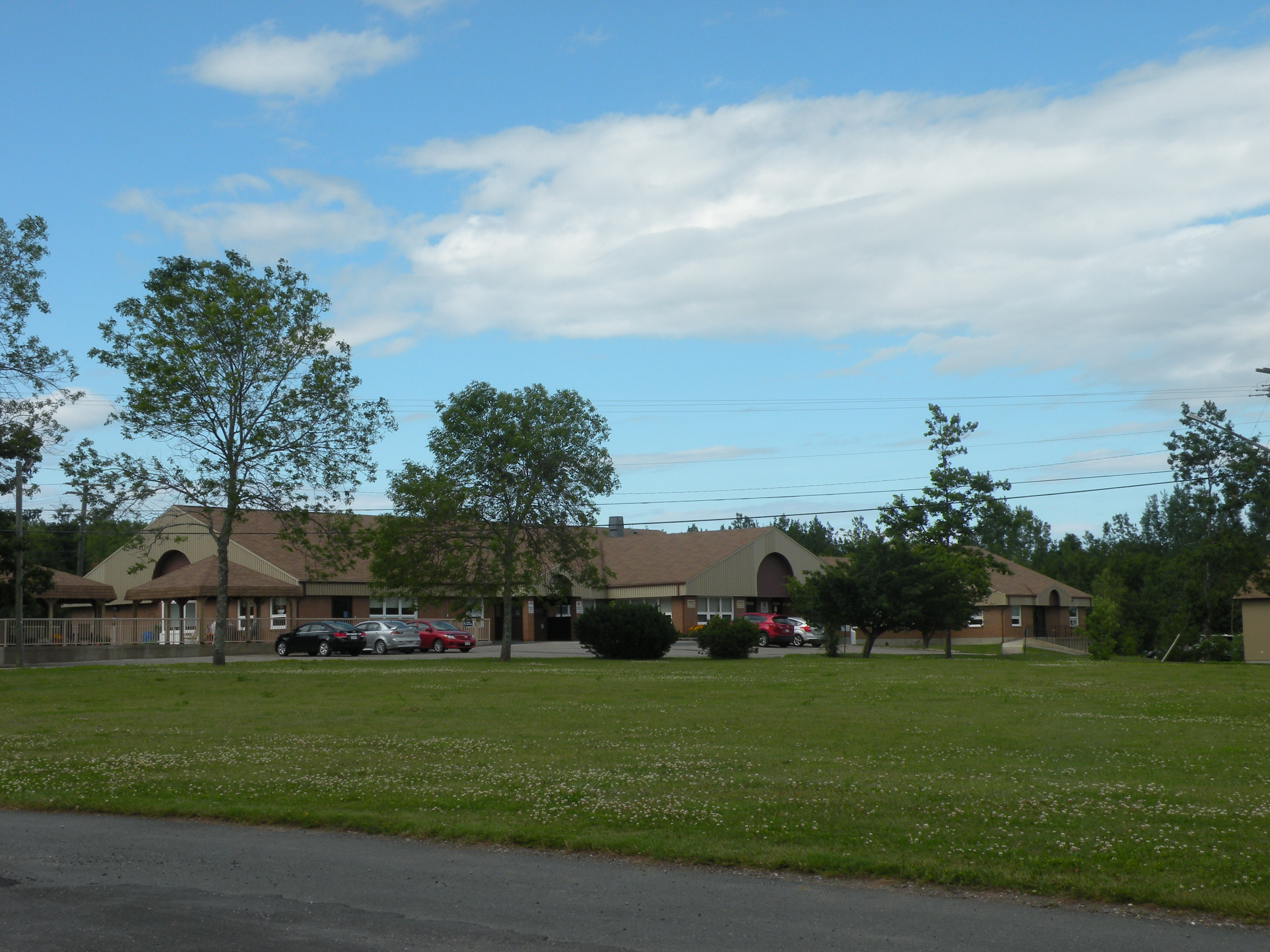
Le Manoir Edith B. Pinet de Paquetville.

En 1979, elle est faite membre de l'Ordre du Canada, le village de Paquetville la nomme mère de l'année à l'occasion de l'Année internationale de l'enfant et elle inaugure le réseau CBC à Fredericton. En 1982,  l'Office national du film du Canada produit le court-métrage Une sagesse ordinaire, relatant sa vie et son travail. Le film est présenté l'année suivante à Paquetville et à cette occasion, elle est nommée Citoyenne Honoraire de la municipalité. En 1986, elle reçoit un doctorat honorifique en Sciences Infirmières de l'Université de Moncton. Le foyer de soins Manoir Édith B. Pinet est inauguré à Paquetville en sa présence en 1987. En 1988, elle est décorée du grade de Chevalier de l'Ordre de la Pléiade. En 1992, on lui décerne la médaille du centenaire du Canada. En 1994, elle reçoit le prix d'excellence de la fête du Nouveau-Brunswick.
Elle disait: « Peu importent les épreuves, la vie doit continuer normalement. Personne n'est éprouvé au-delà de ses capacités - Such is life » et elle considérait que chacun des enfants qu'elle a mis au monde est comme son enfant.

### Filmographie
1982 : Une sagesse ordinaire, réalisé par Claudette Lajoie-Chiasson